# Giannina Facio
Giannina Facio, Lady Scott (sinh ngày 10 tháng 9 năm 1955) là một nữ diễn viên và nhà sản xuất người Costa Rica, từng xuất hiện trong một số bộ phim, đặc biệt là những người chồng của cô, đạo diễn và nhà sản xuất phim người Anh Sir Ridley Scott. Bà làm việc đầu tiên với Scott trên White Squall và là đối tác của anh kể từ Hannibal. Gladiator là bộ phim đầu tiên trong hai bộ phim mà bà đóng vai vợ của nhân vật Russell Crowe, bộ phim còn lại là Body of Lies. Kể từ White Squall, Facio đã xuất hiện trong tất cả các bộ phim của Scott ngoại trừ American Gangster, The Martian và Alien: Covenant.

## Cuộc sống cá nhân
Facio kết hôn với đối tác sản xuất Ridley Scott vào tháng 6 năm 2015, họ đã hẹn hò từ năm 2010  Ridley đã đưa bà vào tất cả các bộ phim của anh kể từ White Squall năm 1996, ngoại trừ American Gangster và The Martian.

## Đóng phim

### Là nữ diễn viên
| Năm  | Tựa đề                                  | Vai trò                                   | Ghi chú                    |
| ---- | --------------------------------------- | ----------------------------------------- | -------------------------- |
| 1984 | Poppers                                 | Lola                                      | [ 4 ]                      |
| 1985 | Phó Miami                               | Mô hình                                   | Tập: "Con trai hoang đàng" |
| 1990 | Nel giardino delle tăng                 |                                           |                            |
| 1990 | Delta Force Commando II: Ưu tiên màu đỏ | Juna                                      |                            |
| 1990 | Vacanze di Natale '90                   | Rita                                      |                            |
| 1991 | L'odissea                               | Elena di Troia                            | Phim truyền hình           |
| 1992 | Nessuno mi crede                        | Mai                                       |                            |
| 1992 | Mở rộng: Cannonball                     | Thư ký                                    | Phim truyền hình           |
| 1993 | Torta di mele                           |                                           |                            |
| 1996 | Il cielo è semper più blu               |                                           |                            |
| 1996 | Squall trắng                            | Giáo viên nữ                              |                            |
| 1997 | Không se puede tener todo               | Marga                                     |                            |
| 1997 | GI Jane                                 | bà gái tại bữa tiệc bãi biển              |                            |
| 1998 | ruồi Tây Ban Nha                        | Ngày của Antonio # 2                      |                            |
| 1999 | Cái đói                                 | Vivica Linders                            | Tập: "Nở đêm"              |
| 2000 | Đấu sĩ                                  | Vợ của Maximus                            |                            |
| 2001 | Hannibal                                | Kỹ thuật viên vân tay của Verger          |                            |
| 2001 | Diều hâu đen                            | Stephanie Shughart (Không được công nhận) |                            |
| 2003 | Que diêm nam                            | Giao dịch viên ngân hàng                  |                            |
| 2005 | Vương quốc Thiên đường                  | Saladin chị                               |                            |
| 2006 | Một năm tốt lành                        | Mait D '                                  |                            |
| 2008 | Cơ thể nói dối                          | Vợ của Hoffman                            |                            |
| 2010 | Robin Hood                              | Người phụ nữ đang chờ                     |                            |
| 2012 | Prometheus                              | Bà Shaw                                   |                            |
| 2013 | Tư vấn viên                             | Người phụ nữ với điện thoại di động       |                            |
| 2014 | Xuất hành: Thần và Vua                  | Chị gái của Jethro                        |                            |
| 2017 | Tất cả tiền trên thế giới               | Trợ lý đại lý nghệ thuật                  |                            |

### Là nhà sản xuất
- Matchstick Men (2003) - đồng sản xuất
- Tristan & Isolde (2006)
- Concussion (2015)
- Mark Feel: Người đàn ông đã hạ bệ Nhà Trắng (2017)